# Toket
Toket är en desa (administrativ by) i Indonesien.   Den ligger i provinsen Jawa Timur, i den västra delen av landet, 700 km öster om huvudstaden Jakarta. Toket ligger på ön Madura.